# Moosham (Egling)
Moosham ist ein Gemeindeteil der oberbayerischen Gemeinde Egling und eine Gemarkung im Landkreis Bad Tölz-Wolfratshausen.
Das Dorf Moosham liegt circa drei Kilometer südlich von Egling.
Die Gemarkung Moosham hat 1159,23 Hektar Fläche. Auf ihr liegen die Eglinger Gemeindeteile Feldkirchen, Goldkofen, Harmating, Moosham, Reichertshausen, Sägmühle, Schalkofen, Siegertshofen und Weihermühle.

## Geschichte
Durch einen freiwilligen Zusammenschluss wurde die Gemeinde Moosham am 1. Januar 1973 in die Gemeinde Egling eingegliedert. Sie hatte 1964 ein Gemeindegebiet von 1159,56 Hektar und bestand aus den neun Gemeindeteilen Feldkirchen, Goldkofen, Harmating, Moosham, Reichertshausen, Sägmühle, Schallkofen, Siegertshofen und Weihermühle und ihre Einwohnerzahl lag 1961 bei 312, davon 119 im Dorf Moosham.

## Baudenkmäler
- Wegkapelle, erbaut im zweiten Viertel des 19. Jahrhunderts